# Bart (Doubs)
Bart és un municipi francès situat al departament del Doubs i a la regió de Borgonya - Franc Comtat. L'any 2007 tenia 1.937 habitants.

## Demografia

### Població
El 2007 la població de fet de Bart era de 1.937 persones. Hi havia 829 famílies de les quals 201 eren unipersonals (68 homes vivint sols i 133 dones vivint soles), 342 parelles sense fills, 222 parelles amb fills i 64 famílies monoparentals amb fills.
La població ha evolucionat segons el següent gràfic:
Habitants censats

### Habitatges
El 2007 hi havia 876 habitatges, 833 eren l'habitatge principal de la família, 1 era una segona residència i 42 estaven desocupats. 702 eren cases i 172 eren apartaments. Dels 833 habitatges principals, 639 estaven ocupats pels seus propietaris, 182 estaven llogats i ocupats pels llogaters i 11 estaven cedits a títol gratuït; 12 tenien una cambra, 35 en tenien dues, 98 en tenien tres, 201 en tenien quatre i 486 en tenien cinc o més. 734 habitatges disposaven pel capbaix d'una plaça de pàrquing. A 373 habitatges hi havia un automòbil i a 381 n'hi havia dos o més.

### Piràmide de població
La piràmide de població per edats i sexe el 2009 era:
| Homes | Edats   | Dones |
| ----- | ------- | ----- |
| 0     | 95 o +  | 0     |
| 0     | 90 a 94 | 4     |
| 12    | 85 a 89 | 20    |
| 12    | 80 a 84 | 20    |
| 40    | 75 a 79 | 24    |
| 40    | 70 a 74 | 52    |
| 88    | 65 a 69 | 76    |
| 60    | 60 a 64 | 56    |
| 72    | 55 a 59 | 60    |
| 56    | 50 a 54 | 80    |
| 104   | 45 a 49 | 92    |
| 100   | 40 a 44 | 84    |
| 60    | 35 a 39 | 60    |
| 48    | 30 a 34 | 56    |
| 44    | 25 a 29 | 48    |
| 32    | 20 a 24 | 44    |
| 104   | 15 a 19 | 112   |
| 60    | 10 a 14 | 72    |
| 64    | 5 a 9   | 56    |
| 40    | 0 a 4   | 28    |

## Economia
El 2007 la població en edat de treballar era de 1.208 persones, 866 eren actives i 342 eren inactives. De les 866 persones actives 786 estaven ocupades (419 homes i 367 dones) i 80 estaven aturades (41 homes i 39 dones). De les 342 persones inactives 153 estaven jubilades, 92 estaven estudiant i 97 estaven classificades com a «altres inactius».

### Ingressos
El 2009 a Bart hi havia 815 unitats fiscals que integraven 1.972,5 persones, la mediana anual d'ingressos fiscals per persona era de 21.978 €.

### Activitats econòmiques
Dels 91 establiments que hi havia el 2007, 2 eren d'empreses extractives, 2 d'empreses alimentàries, 2 d'empreses de fabricació de material elèctric, 8 d'empreses de fabricació d'altres productes industrials, 14 d'empreses de construcció, 17 d'empreses de comerç i reparació d'automòbils, 2 d'empreses de transport, 2 d'empreses d'hostatgeria i restauració, 1 d'una empresa d'informació i comunicació, 7 d'empreses financeres, 5 d'empreses immobiliàries, 7 d'empreses de serveis, 14 d'entitats de l'administració pública i 8 d'empreses classificades com a «altres activitats de serveis».
Dels 20 establiments de servei als particulars que hi havia el 2009, 2 eren tallers de reparació d'automòbils i de material agrícola, 2 guixaires pintors, 5 fusteries, 3 lampisteries, 3 perruqueries, 2 restaurants, 2 agències immobiliàries i 1 saló de bellesa.
Dels 7 establiments comercials que hi havia el 2009, 2 eren fleques, 1 una fleca, 2 llibreries, 1 una llibreria i 1 una joieria.

## Equipaments sanitaris i escolars
L'únic equipament sanitari que hi havia el 2009 era una farmàcia.
El 2009 hi havia 1 escola maternal i 1 escola elemental. Bart disposava d'un col·legi d'educació secundària amb 499 alumnes.

## Poblacions més properes
El següent diagrama mostra les poblacions més properes.